# Judd Trump
Judd Trump, född 20 augusti 1989 i Whitchurch, är en professionell engelsk snookerspelare. Genom sin seger i snooker-VM 2019 erövrade han Triple Crown.

## Karriär
Trump har erhållit en betydande framgång redan under sin ungdom. Han blev engelsk mästare i åldersklasserna under 13 och under 15. Som 14-åring, den 13 mars 2004 på en under 16-turnering i Coalville i Leicester, blev han den yngste spelaren genom tiderna att göra ett maximumbreak i en officiell turnering. Den tidigare rekordhållaren var Ronnie O'Sullivan som höll det i 13 år. När han var 16 år gammal nådde han semifinalen i världsmästerskapet i klassen under 21.

### Proffs
Trump kvalificerade sig för snookerns Main Tour säsongen 2005/2006 och steg stadigt till kring plats 30 på världsrankningen.
Säsongen 2010/2011 kom genombrottet: Under hösten 2010 vann Trump en av deltävlingarna i Players Tour Championship – Paul Hunter Classic – och på våren kom hans första vinst i en "riktig" rankingturnering, då han slog Mark Selby i finalen i China Open. Han följde upp vinsten med att gå till final i VM månaden därpå, efter att bland annat ha besegrat regerande världsmästaren Neil Robertson i första omgången. Trump fick mycket beröm av många experter för sitt framgångsrika attackspel, där han framförallt imponerade genom att sänka bollar från långt avstånd. Finalen mot John Higgins förlorade han dock med 15–18. Han avslutade sitt framgångsrika 2011 genom att vinna UK Championship.

## Titlar

### Rankingtitlar
- China Open – 2011
- UK Championship – 2011
- International Championship – 2012
- Australian Goldfields Open – 2014
- China Open – 2016
- European Masters – 2016
- Players Championship – 2017
- European Masters – 2017
- Northern Ireland Open – 2018
- VM – 2019
- World Grand Prix – 2019, 2020
- Gibraltar Open – 2020, 2021
- Turkish Masters – 2023

### Mindre rankingturneringar
- Euro Players Tour Championship 1 – 2010
- Players Tour Championship 2 – 2011
- Antwerp Open – 2011
- Bulgarian Open – 2012

### Övriga titlar
- Championship League – 2009, 2014, 2016
- World Grand Prix – 2015
- Masters – 2019, 2023
- Champion of Champions – 2021